# Lycianthes bullata
Lycianthes bullata är en potatisväxtart som beskrevs av C.I.Orozco, C.A.Vargas och Serralde. Lycianthes bullata ingår i Himmelsögonsläktet som ingår i familjen potatisväxter. Inga underarter finns listade i Catalogue of Life.